# NGC 145
NGC 145는 고래자리 방향에 있는 중간나선은하이다.